# Caspar Della
Caspar Della, auch Gasparo Della (* um 1583 zu Kloster Benediktbeuern in Oberbayern; † 9. März 1661 in Wien) war kaiserlicher Hof- und Kammermaler.

## Leben und Werk
Caspar Della ist seit 1616 in Wien nachweisbar, er ehelichte die Tochter des Wiener Zinngießermeisters Hans Sichart. Das Bürgerrecht erhielt er 1617. Seine erste Arbeit, die in den Quellen aufscheint, ist die Grundierung und Bemalung von „fünf Jesukindlein“ für die Kapuziner am Neuen Markt. 1627 wurde er im Zusammenhang mit einem von ihm gemalten Porträt Kaiser Ferdinands II. für die „Rathsstube des Wiener Stadtrathes“ als „Burger und Maler“ tituliert. Della erhielt dafür einen vergleichsweise hohen Betrag von 60 rheinischen Gulden. Die Tradition brachte dieses Porträt, welches sich heute im Wien Museum befindet, stets mit Caspa Della in Verbindung. Die alte inventarmäßige Beschreibung wurde in neuerer Zeit jedoch aus stilkritischen und ikonographischen Gründen verworfen, so sieht die heutige Forschung in dem Bild ein Porträt Kaiser Maximilians II.
1636 erhielt Della bereits als „Hoffmaler“ wegen gelieferter Malerei über 1000 Gulden. Nach dem Regierungsantritt Kaiser Ferdinands III. 1637 wurde Della weiter vom Hof mit Arbeiten beauftragt, die allerdings vielseitiger Natur waren, vor allem Gebrauchszwecken dienten und so nur wenige Möglichkeiten für künstlerische Vertiefung boten. So vergoldete Della im März 1638 den Holzrahmen und die acht „Himmelstangen“ des Baldachins, unter dem Ferdinand III. als neuer Kaiser in Wien einzog. 1639 und 1640 erhielt Della für nicht näher bezeichnete „Hofarbeiten“ 432 Gulden, im März des Jahres 1650 wurde er für die Bemalung von Hirschköpfen und Schießscheiben mit 40 Gulden entlohnt. Im Sommer desselben Jahres erhielt er die Erlaubnis, gegen Bezahlung der vollen Mautgebühr 60 Eimer ungarischen Weines nach Wien bringen zu dürfen.
1644 war Caspar Della auch für den kaiserlichen Bruder Erzherzog Leopold Wilhelm tätig, so erhielt er am 16. November 1647 vom Erzherzog „ein Fünftel seiner Forderung per 46 fl.“ ausgezahlt. Zwischen 1650 und 1654 blieb Della in den Hofzahlamtsbüchern lange Zeit unerwähnt. Er scheint erst wieder im Dezember 1654 auf, als er für 340 Gulden die kaiserlichen Wappen bei den Exequien König Ferdinands IV. malte. Für Malerarbeiten an den castra doloris der Kaiserinwitwe Eleonora Gonzaga sowie König Ferdinands IV. wurden Della 1655 457 Gulden ausbezahlt.
Am 9. März 1661 starb Caspar Della, für die damalige Zeit relativ betagt, im Alter von 78 Jahren „an der Wassersucht“ in seinem Haus am Kohlmarkt. Sein Testament weist ihn als reich begüterten Wiener Bürger aus, in der Verlassenschaft des Meisters sind mehr als 150 Gemälde detailliert angeführt. Sein als Universalerbe eingesetzter Sohn Johann Caspar Della, der gleichfalls in kaiserlichen Diensten stand, überlebte den Vater nur um zwei Jahre.